# 翼蓟
翼蓟（学名：[Cirsium vulgare] 错误：{{Lang}}：文本有斜体标记（帮助））是菊科蓟属的植物，又名歐洲薊，分布在俄罗斯、欧洲、地中海地区、北非以及中国大陆的新疆等地，並在北美洲作为入侵生物存在，生长于海拔800米至1,800米的地区，多生长于田间或潮湿草地。它是蘇格蘭的國花。
該植物為傳粉者提供了大量的花蜜。 在由英國昆蟲傳粉者計劃支持的AgriLand項目進行的英國植物調查中，它被評為大多數花蜜產量（每年單位單位花蜜量）前十名。

## 描述
它是兩年生植物或单生的短掌蓟，在第一年形成簇葉和主根长达70厘米，在第二年（很少是第三或第四年）长出1–1.5 m的花茎。 它有时会作为一年生花，在第一年开花。葉有深裂口而多刺，長15~25公分 (花附近的葉子較短)。花序直徑2.5~5公分，粉紫色，小花形式單一，只有管狀花，沒有舌狀花。種子有冠毛，藉以隨風傳播。

## 生态
翼蓟往往是种杂草，可以在受干扰的裸露土地上定居，但在大部分放牧的土地上也能很好地生存，因为大多数放牧动物都不喜欢这种食物。富氮土壤有助于增加其扩散。 花是许多授粉昆虫（包括蜜蜂，梳毛蜂和许多蝴蝶）使用的丰富花蜜来源。

## 图片库
- 種子